# Maksimilijan Vrhovac
Maksimilijan Vrhovac (23. novembar 1752 u Karlovcu, Habzburška monarhija - 16. decembar 1827 u Zagrebu) je bio zagrebački biskup i mason.
Jedan je od idejnih začetnika hrvatskog narodnog preporoda. Vrhovčeva prosvetiteljska usmerenost najjače je izražena u njegovom neumornom zalaganju na prikupljanju nacionalnog duhovnog blaga i širenju knjige u hrvatskom narodu. Nabavio je sve što je moglo da doptinese duhovnom napretku naroda i razvoju nauke. Hrvatskom saboru je 1808. predložio da se njegova biblioteka otvori javnosti.
Vrhovac je prokušao prevoditi Bibliju na kajkavski.

## Spoljašnje veze
- Maksimilijanova kupelj
- Biografija na stranicama HRT-a